# Attagis
Attagis je rod ptica iz porodice Thinocoridae. 

## Razdioba
Rod obuhvaća 2 vrste: Attagis gayi i Attagis malouinus.